# Matt Willig
Matthew Joseph Willig, detto Matt (La Mirada, 21 gennaio 1969), è un attore ed ex giocatore di football americano statunitense che ha giocato nel ruolo di offensive tackle per tredici stagioni nella National Football League (NFL).

## Biografia

### Primi anni
Nato a La Mirada, California, Matt Willig ha frequentato la St. Paul High School di Santa Fe Springs, dove inizia a giocare a basket e football americano divenendo in seguito campione di college football alla University of Southern California, con cui vince il Rose Bowl del 1986 e ottiene una laurea in amministrazione pubblica.

### Carriera sportiva
Willig debutta come giocatore professionista della National Football League nel 1992 giocando per 14 anni per 6 squadre diverse: i New York Jets, gli Atlanta Falcons, i Green Bay Packers, i St. Louis Rams (con cui vince la 34ª edizione del Super Bowl), i San Francisco 49ers ed i Carolina Panthers, con cui gioca il 38º Super Bowl senza riuscire a aggiudicarsi la vittoria.
Dopo aver giocato nuovamente coi Rams nel 2005, Willig si ritira dalla carriera sportiva per darsi alla recitazione.

### Palmarès
- Super Bowl : 1

St. Louis Rams: XXXIV
- National Football Conference Championship: 2

St. Louis Rams: 1999, 2001

### Carriera da attore
La prima apparizione cinematografica di Willig risale a un anno dopo l'inizio della sua carriera sportiva, nel film d'azione di Hong Kong Full Contact, del 1993, mentre, in seguito al ritiro, prende parte a numerose serie televisive quali Malcolm, Dexter, Chuck, iCarly, My Name Is Earl, Sonny tra le stelle, Zack e Cody sul ponte di comando, Terriers - Cani sciolti, Coppia di re e Grimm comparendo inoltre in una puntata della soap opera CBS Febbre d'amore e in diversi spot pubblicitari di Capitan One, Budweiser e Halls. Grazie alla sua statura imponente, Willig compare come caratterista in numerosi film, tra cui Anno Uno (2009), al fianco di Jack Black e Michael Cera, A Resurrection, Come ti spaccio la famiglia (2013) e Stretch - Guida o muori (2014), per poi ottenere il suo primo ruolo importante interpretando l'ex-giocatore di football Justin Strzelczyk in Zona d'ombra, del 2015.
Nel 2010 ottiene il suo primo ruolo da doppiatore nel videogioco Spider-Man: Shattered Dimensions mentre, nel 2015, ottiene il ruolo di Lash nella serie televisiva MCU Agents of S.H.I.E.L.D..

## Vita privata
Matt Willig vive nel quartiere di Walnut Acres, Los Angeles, assieme alla moglie Christine e al figlio.

## Filmografia

### Attore

#### Cinema
- Full Contact, regia di Rick Jacobson (1993)
- Gattaca, regia di Andrew Niccol (1997)
- Gli scaldapanchina (The Benchwarmers), regia di Dennis Dugan (2006)
- A Girl and a Gun, regia di Melissa Bruning – cortometraggio (2008)
- Anno Uno (Year One), regia di Judd Apatow (2009)
- Sex Tax: Based on a True Story, regia di John Borges (2010)
- Buds, regia di Matthew A. Del Ruth – cortometraggio (2012)
- La truffa perfetta (Guns, Girls and Gambling), regia di Michael Winnick (2012)
- Christmas in Compton, regia di David Raynr (2012)
- A Resurrection, regia di Matt Orlando (2013)
- Bounty Killer, regia di Henry Saine  (2013)
- The Employer, regia di Frank Merle  (2013)
- Come ti spaccio la famiglia (We're the Millers), regia di Rawson Marshall Thurber (2013)
- Stretch - Guida o muori (Stretch), regia di Joe Carnahan (2014)
- Joker - Wild Card (Wild Card), regia di Simon West (2015)
- Zona d'ombra (Concussion), regia di Peter Landesman (2015)
- Happy Birthday!, regia di Casey Tebo (2016)
- Los Angeles di fuoco, regia di Sean Cain (2018)

#### Televisione
- Malcolm (Malcolm In The Middle) – serie TV, episodio 7x15 (2006)
- West Wing - Tutti gli uomini del Presidente (West Wing) – serie TV, episodio 7x14 (2006)
- Tutti odiano Chris (Everybody Hates Chris) – serie TV, episodio 2x09 (2006)
- Dexter – serie TV, 2 episodi (2007)
- Chuck – serie TV, 2 episodi (2007-2011)
- Shark - Giustizia a tutti i costi (Shark) – serie TV, episodio 2x12 (2008)
- iCarly – serie TV, episodio 2x04 (2008)
- Hydra - L'isola del mistero (Hydra), regia di Andrew Prendergast - film TV (2009)
- My Name Is Earl – serie TV, episodio 4x23 (2009)
- CSI - Scena del crimine (CSI: Crime Scene Investigation) – serie TV, episodio 9x20 (2009)
- Cold Case - Delitti irrisolti (Cold Case) – serie TV, episodio 7x12 (2010)
- Sonny tra le stelle (Sonny with a Chance) – serie TV, episodio 2x02 (2010)
- Zack e Cody sul ponte di comando (The Suite Life on Deck) – serie TV, episodio 2x23 (2010)
- Tales of an Ancient Empire, regia di Albert Pyun - film TV (2010)
- Terriers - Cani sciolti (Terriers) – serie TV, episodio 1x02 (2010)
- Playing with Guns, regia di Brian Robbins - film TV (2010)
- Coppia di re (Pair of Kings) – serie TV, 3 episodi (2010-2011)
- Le nove vite di Chloe King (The Nine Lives of Chloe King) – serie TV, episodio 1x07 (2011)
- NCIS - Unità anticrimine (NCIS) – serie TV, 4 episodi (2011)
- Febbre d'amore (The Young and the Restless) – serie TV, 3 puntate (2012)
- The High Fructose Adventures of Annoying Orange – serie TV, episodio 1x27 (2012)
- Kickin' It - A colpi di karate (Kickin' It) – serie TV, episodio 1x21 (2012)
- Grimm – serie TV, episodio 3x07 (2013)
- Brooklyn Nine-Nine – serie TV, episodio 1x09 (2014)
- Battle Creek – serie TV, episodio 1x01 (2015)
- Agents of S.H.I.E.L.D. – serie TV, 6 episodi (2015-2016)
- Flaked – serie TV, 2 episodi (2016)
- Young Rock – serie TV, 14 episodi (2021-2023)

### Doppiatore
- Spider-Man: Shattered Dimensions – videogioco (2010)
- The Reef 2: High Tide – film d'animazione (2012)
- La leggenda di Korra (The Legend of Korra) - serie TV, episodio 3x09 (2014)

## Doppiatori italiani
Nelle versioni in italiano delle opere in cui ha recitato, è stato doppiato da:
- Paolo Buglioni in Anno Uno
- Nicola Braile in CSI - Scena del crimine
- Mauro Magliozzi in Come ti spaccio la famiglia
- Gianluca Machelli in Dexter
- Roberto Draghetti in Cold Case - Delitti irrisolti
- Marco Fumarola in Flaked